# Jaltocan, Puebla
Jaltocan är en ort i Mexiko.   Den ligger i kommunen Francisco Z. Mena och delstaten Puebla, i den sydöstra delen av landet, 190 km nordost om huvudstaden Mexico City. Jaltocan ligger 166 meter över havet och antalet invånare är 1 026.
Terrängen runt Jaltocan är kuperad åt sydost, men åt nordväst är den platt. Runt Jaltocan är det ganska tätbefolkat, med 58 invånare per kvadratkilometer. Närmaste större samhälle är Metlaltoyuca, 13,3 km norr om Jaltocan. Omgivningarna runt Jaltocan är en mosaik av jordbruksmark och naturlig växtlighet.